# Burg Neu-Blumberg
Die Burg Neu-Blumberg, auch Räuberschlössle genannt, ist der Überrest einer Höhenburg auf dem Nägelefelsen beim Ortsteil Göschweiler der Stadt Löffingen im Landkreis Breisgau-Hochschwarzwald in Baden-Württemberg.

## Geschichte
Die Erstnennung der Burg fällt ins Jahr 1392, als ein Familienmitglied der Herren von Blumberg als Besitzer genannt wird („Eberhard von Blůmberg von der núwen Blůmberg“). 1452 wird die bereits als Burgstall bezeichnete Anlage durch Jakob von Bern an Heinrich von Almshofen veräußert. Im Jahr 1473 haben die Herren von Almshofen die Burg als Lehen von den Fürstenbergern inne. 1525 wird die Burg Neu-Blumberg im Bauernkrieg zerstört, bevor sie im 17. Jahrhundert (Dreißigjähriger Krieg) fragwürdigen Gestalten als Unterschlupf dient, woher die heute gängige Bezeichnung Räuberschlössle rührt.

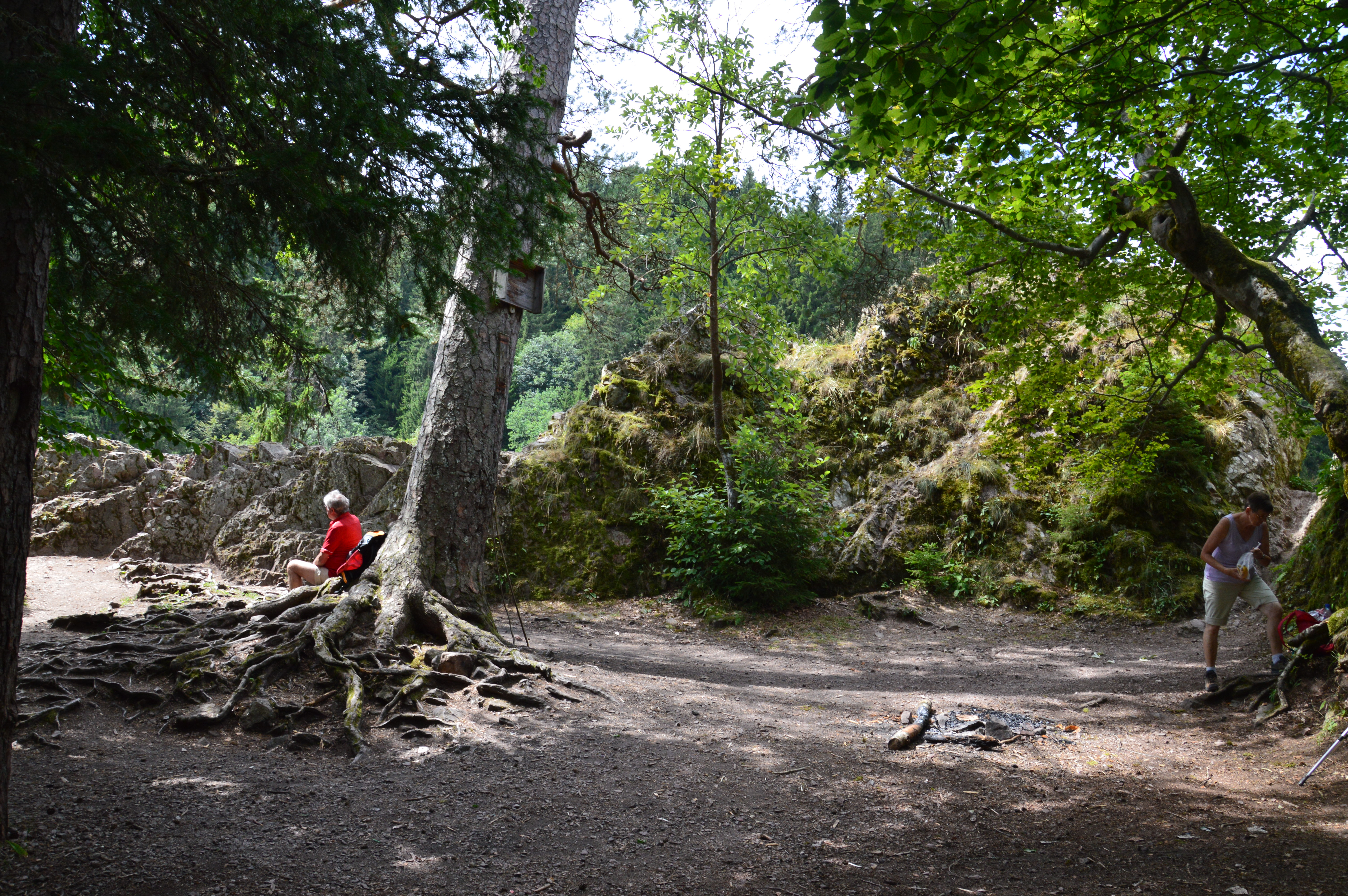
Burgareal (wohl ehemaliges Kellergeschoss und/oder Innenhof)

Über die Beweggründe zum Bau der Burg gibt es unterschiedliche Ansichten. Der Althistoriker Karl Siegfried Bader nahm an, dass Burg Neu-Blumberg von den Herren von Blumberg nach deren Verlust Hüfingens 1383 errichtet wurde: „Seit 1392 unterscheiden sich einzelne Mitglieder der Ritterfamilie nach ihrem Burgsitz, indem sie sich teilweise von der neuen Blumberg, teilweise von der alten Blumberg nennen. […] Sicher aber ist, daß auch diese Burggründung mit dem Verlust von Hüfingen zusammenhängt. Die Blumberger sahen sich offenbar veranlaßt, die Westflanke ihres Besitzes durch eine neue Burg zu verstärken zu gleicher Zeit, da sie in Blumberg selbst um die alte Sippenburg, die allen Familienmitgliedern gemeinsam gehörte, ein kleines Burgstädtchen anlegten.“ Andere vermuten, dass die Burg Neu-Blumberg als Ersatz für die Burg Stallegg erbaut wurde, weil sich die Blumberger letztere mit anderen Adelsgeschlechtern hatten teilen müssen.
Von der auf einem Porphyrfelsen in der Wutachschlucht gelegenen Burganlage haben sich kaum Mauerreste erhalten.

## Lage
Im Widerspruch zur etablierten Annahme, dass mit „Neu-Blumberg“ die Anlage auf dem Nägelefelsen gemeint ist, vermutete Karl Siegfried Bader deren Standort an anderer Stelle: „Die Burg Neublumberg ist vermutlich südlich von Neuenburg an der Gauchach gelegen.“